# Tombeau de la famille Chenazy
Le tombeau de la famille Chenazy (en serbe cyrillique : Надгробни споменик породице Ченази ; en serbe latin : Nadgrobni spomenik porodice Čenazi) est situé à Novi Sad, la capitale de la province autonome de Voïvodine, en Serbie. En raison de sa valeur patrimoniale, il est inscrit sur la liste des monuments culturels protégés de la république de Serbie (identifiant n° SK 1531).

## Présentation

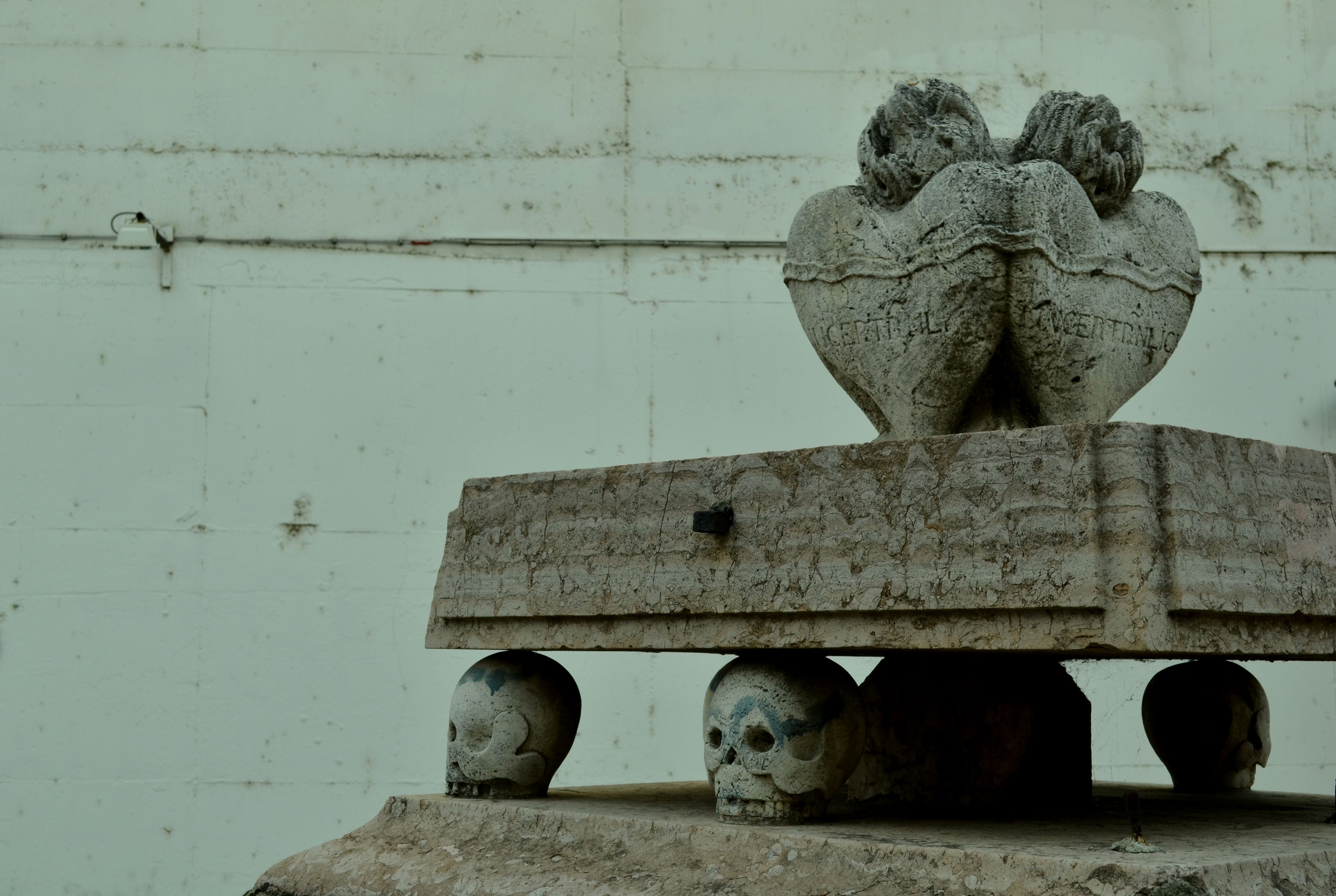
Détail du tombeau

Le tombeau de la famille Chenazy, situé à l'angle du Bulevar Mihajla Pupina et de la rue Narodnih heroja, a été érigé en 1790 ; à l'époque, il se trouvait dans le cimetière de l'église arménienne de Novi Sad ; l'église et son cimetière furent détruits en 1963 et le tombeau constitue le seul vestige de la communauté arménienne qui vivait dans la ville au XVIIIe siècle. Le monument qui mesure 150 × 150 × 220 cm a été gravé dans un cube de marbre rose par un artiste inconnu.
La plaque supérieure du cube supporte six crânes en marbre blanc disposés symétriquement ; eux-mêmes soutiennent une autre plaque carrée en marbre rose, un peu plus petite que le socle, portant en son centre six cœurs en marbre blanc entrelacés, hauts de 65 cm, avec l'inscription « Inséparables ». Cette inscription, comme celles qui se trouvent les côtés du cube principal, est écrite en vieille langue allemande.

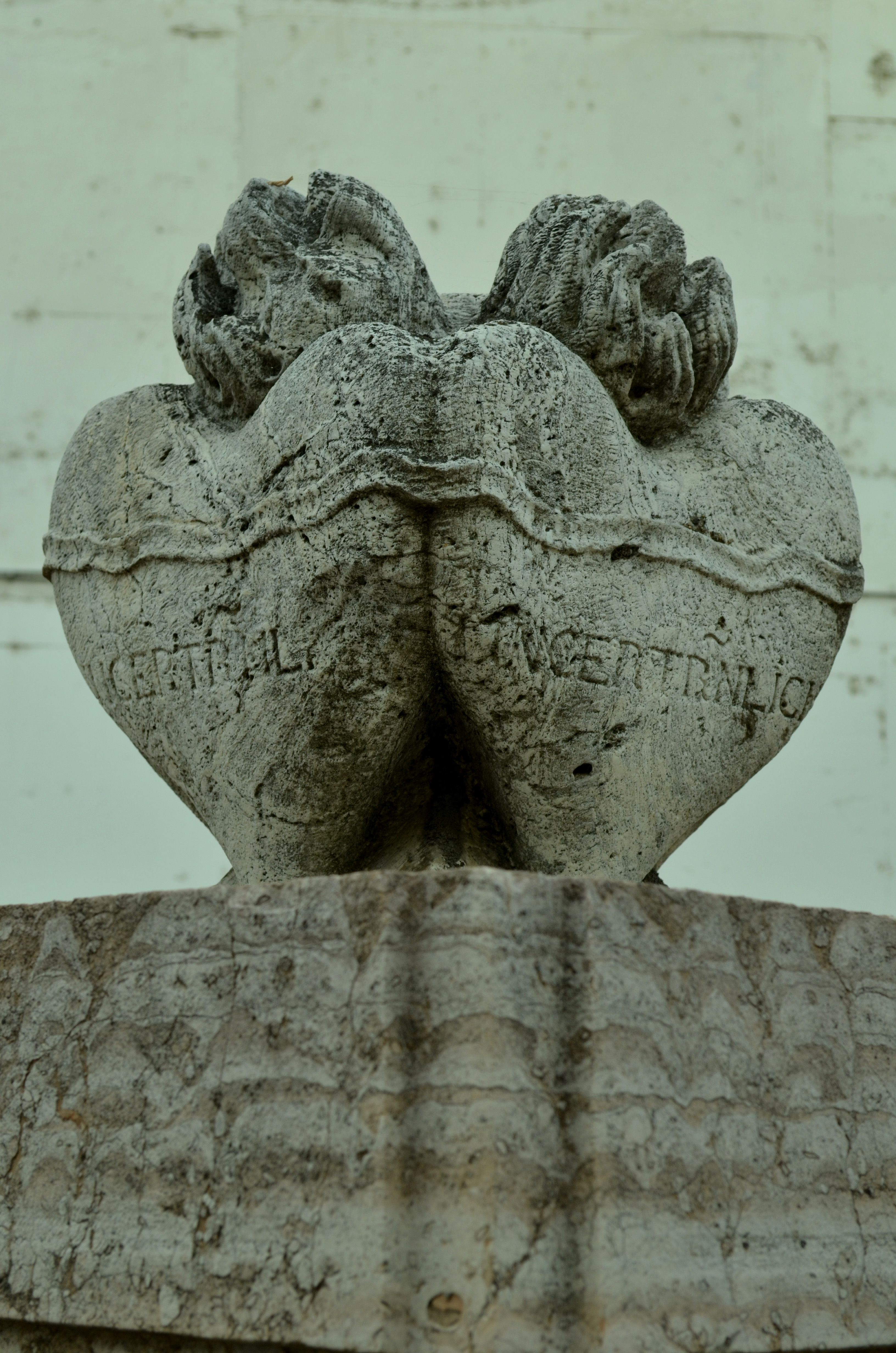
Détail des cœurs surmontant le tombeau

Autour du monument principal se trouve toute une série de blocs de marbre enfoncés dans le sol, dont seule une petite partie est aujourd'hui visible.

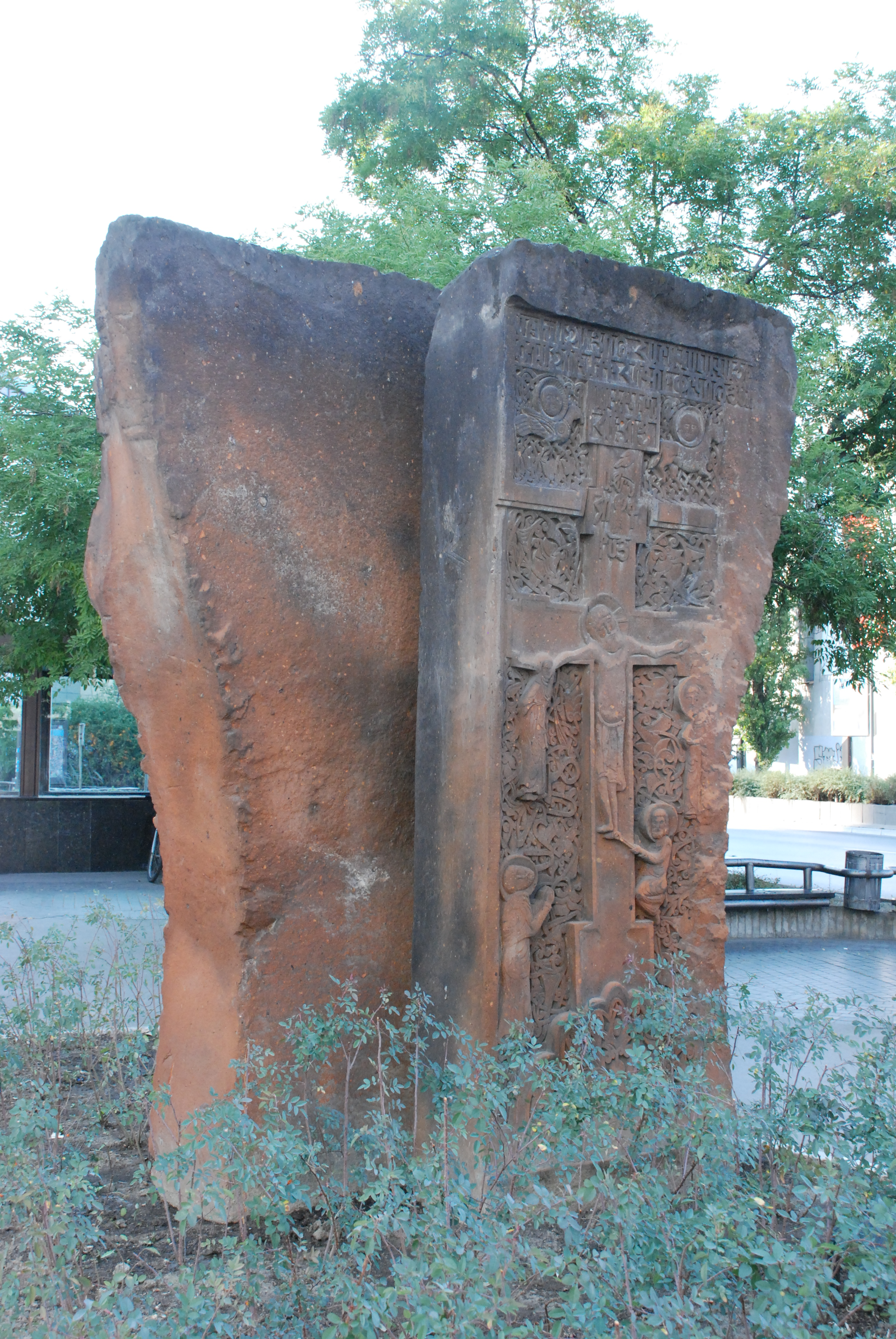
Un bloc de marbre à proximité du tombeau